# Ryuichi Sakamoto
Ryuichi Sakamoto (født 17. januar 1952, død 28. marts 2023) var en japansk multimusiker. Han samarbejdede blandt andet med Alva Noto.